# شادي أدو
ولدت هِلَن فُولاشادِي أَدُو المعروفة باسم شادي ((تُلفظ بالإنجليزية: /ʃɑ:ˈdeɪ/)) في 16-01-1959. مغنيه وملحنه وكاتبة اغاني، ومنتجة تسجيلات. وهي بريطانية من اصل نيجيري ، وقد حققت أول نجاح في الثمانينات كمطربة شعبية وحصلت على جائزة غرامي.

## السيرة
ولدت شادي في ولاية ولاية إيكيتي في نيجيريا. اسمها (Folasade)، ويعني الحب يمنحك تاجك.. أبويها هما بيسي ادو وآن هايز، والدها (بيسي) محاضر في الاقتصاد النيجيري، اما والدتها فهي إنجليزية وكانت تعمل ممرضة، التقيا في لندن وانتقلا إلى أفريقيا الخضراء. وعندما واجهتهم صعوبات في الارتباط ببعضهما عادت آن هايز بحراً إلى إنجلترا مع ابنتها (ساد) وعمرها أربعة أشهر وشقيقها الأكبر بانجي للعيش مع والديها في كولشستر. كانت ساد تحب القراءة، وأصبحت مهتمة بالازياء، وكذلك الرقص والاستماع إلى الفنانين الروحانيين مثل كورتيس مايفيلد، ودوني هاثاواي، ومارفين غاي.
في عام 1977، وصلت شادي إلى لندن لتشارك في دورة تصميم الأزياء ولمدة ثلاث سنوات في كلية سانت مارتن.  وبعد التخرج، بدأت في إقامة مشروع صغير مع صديقها وكان المشروع عبارة عن شركة أزياء لصنع ملابس الرجال في لندن (تشوك فارم)، Gulonia Chapper. كما أنها وجدت عملا كعارضة ازياء. [بحاجة لمصدر]

### بداياتها وتاريخها المهنى
انضمت في وقت لاحق إلى فرقة سانت جون راي الكبرى، والتي شملت أيضا عازف الجيتار ستيوارت Matthewman ، وعازف القيثارة بول دنمان وعازف الدرامز بول كوك. إلا أنها تركت الفرقة بعد فترة وجيزة، وفي وقت لاحق ظهرت في فرقة هالو جيمس.
وقد شكل الأربع أعضاء فرقة جديدة باسم (شادي) وبدؤوا في تأليف الأغاني الخاصة بهم. وانضم عازف الكي بورد اندرو هيل إلى الفرقة في منتصف عام 1983، وقد وقعت شادي اتفاقا منفردا مع شركة الإنتاج (إيبك) (Epic Records) وكذلك شركة (بورتريت) (Portrait Records) في اللولايات المتحدة وكندا وذلك في عام 1983 إلى عام 1986.
في عام 1985، ظهرت شادي في فيلم المبتدئين، من إخراج جوليان تمبل. ومثلت دور المغنية أثينا Duncannon، التي شاركت في كتابتها سيمون بوث من فرقة soul/jazz / الجاز الفرقة العمل الأسبوع.
في عام 2005، سجلت شادي اسطوانه جديده، (البوم "أمي")، على (دي في دي) في الحفل الخيري الذي اقيم في (رويال البرت هول بلندن) لدعم (دارفور) والذي يحمل نفس الاسم، وذلك لرفع مستوى الوعي والتمويل لهذه لأزمة منطقة دارفور بغرب السودان.
في نوفمبر عام 2009 اعلنت شادي انها سوف تطلق سي دي جديد. وانه سيكون أحدث اعمالها.

### حياتها الشخصية
تزوجت شادي من كارلوس سكولا المخرج الإسباني. في كانون الثاني 1989 وقد تم هذا الزواج في قلعة (جولاجس) (Jolajas) في غوادالاخارا بإسبانيا، وفي عام 1991 حصلت شادي على الطلاق من سكولا. في عام 1995 انتقلت شادي إلى أوكتوريوس في جامايكا، وفي 21 يوليو 1996 وضعت ابنتها للا 
و قد تم اختيارها لوسام الامبراطورية البريطانية لعام 2002 بمرتبة الشرف ‏ لقائمة عام 2002.

## سجل الأغانى

### شادي
لمزيد من التفاصيل حول هذا الموضوع، راجع من الألبومات ساد
- 1984 : الحياة الماسيه
- 1985 : وعد
- 1988 : أقوى من pride
- 1992 : الحب ديلوكس
- 1992 : ريميكس ديلوكس
- 1994 : أفضل ما قدمت ساد
- 2000 : محبى روك
- 2002 : محبى لايف سي دي
- عام 2009 TBA

### التعاون
- المبتدئين معاهدة الفضاء الخارجي (العذراء، 1986)

## وصلات خارجية
- الإفراج عن معلومات جديدة
- Official website
- شادي أدو على موقع IMDb (الإنجليزية)
- شادي أدو على موقع الموسوعة البريطانية (الإنجليزية)
- شادي أدو على موقع مونزينجر (الألمانية)
- شادي أدو على موقع ميوزك برينز (الإنجليزية)
- شادي أدو على موقع رولينغ ستون (الإنجليزية)
- شادي أدو على موقع إن إن دي بي (الإنجليزية)
- شادي أدو على موقع أول ميوزيك (الإنجليزية)
- شادي أدو على موقع ديسكوغز (الإنجليزية)
- شادي أدو على موقع قاعدة بيانات الفيلم (الإنجليزية)